# Xiaomi 12
Xiaomi 12（シャオミ トゥエルブ）は、2022年3月にXiaomiから世界的に発表された、Android搭載スマートフォンシリーズである。Xiaomi 12/12 Pro/12 X（12 Series）、同年8月にグローバル版として発表されたXiaomi 12 Lite、同年10月に発表されたXiaomi 12T/12T Pro（12T Series）からなり、日本ではXiaomi 12T Proが2022年12月に発売された。

## Xiaomi 12T Pro
Xiaomi 12T Proは2022年10月にドイツで最初に発表された。その後、2022年12月にはXiaomi Japanとソフトバンクが日本版の12T Proを発表した。グローバル版はブルー、ブラック、シルバーの三色展開。日本版はブルー、ブラックの二色展開とした。
12T Proは、6.67インチで最大120Hzのリフレッシュレートに対応した有機ELディスプレイを採用。アウトカメラはメインカメラに200MP HP1、8MPの超広角2MPのマクロカメラを搭載した。インカメラは画面上端の中央に200MPのレンズを搭載している。また、最大120Wの充電に対応しており、バッテリーは5000mAh。頭脳となるSoCには米QualcommのSnapdragon 8+ Gen 1 Mobile Platform 3.2GHz 、データを一時的に保存するメモリは8GBまたは12GB、ストレージは128GBまたは256GBが選択可能となっている。

## Xiaomi 12 Lite
Xiaomi 12 Liteは2022年8月にグローバル版としてXiaomiから発表された。 6.55インチの有機ELディスプレイ、SoCに米Qualcomm製のSnapdragon 778G 5G Mobile Platform 2.4GHzを搭載。

## Xiaomi 12 Series

### 概要
Xiaomi製品の中で最上位モデルとなるXiaomi 12 Seriesは、Xiaomi 12/12 Pro/12Xの3機種で2021年12月に中国で発表された。翌年3月15日に世界的にグローバル版としてこのシリーズを発表。Xiaomi 12/12 Proは米Qualcommの最上位プロセッサーSnapdragon 8 Gen 1を搭載する一方、下位モデルの12Xは同社のSnapdragon 870である。

### Xiaomi 12
Xiaomi 12は6.28インチの有機ELディスプレイで側面が湾曲している。スクリーンが1秒間あたりに切り替わる回数を指し示すリフレッシュレートは最大120Hzに対応。アウトカメラには50MPの広角、13MPの超広角、5MPのテレマクロカメラのトリプルカメラ構成。インカメラはディスプレイ上端中央に32MPレンズが搭載されている。頭脳となるSoCは米Qualcommの最上位プロセッサー、Snapdragon 8 Gen 1。バッテリーは4500mAhで67Wの有線充電、50Wのワイヤレス充電に対応している。また、他のスマホと接触させることで充電ができる10Wのリバースチャージにも対応。重量の公表値は180gでスピーカーはHarman Carbonの左右対称スピーカーを採用。5G、Wi-Fi 6に対応している。カラーは中国版とグローバル版によって異なる。中国版はガラス製のブラック、ブルー、パープルのおよびグリーンのヴィーガンレザーの計4種。グローバル版はグレー、ブラック、パープルの計3種となっている。

### Xiaomi 12 Pro
Xiaomi 12 Proは6.73インチの有機ELディスプレイで側面は湾曲している。ディスプレイの解像度はXiaomi 12や12XのFHD＋（2400×1080）と異なり、より高解像度のWQHD＋（3200×1400）。リフレッシュレートは最大120Hzに対応している。アウトカメラは50MPの広角、50MPの超広角、50MPのテレマクロカメラのトリプルカメラ構成。インカメラはディスプレイ上端中央に32MPレンズが搭載されている。SoCは米QualcommのSnapdragon 8 Gen 1。バッテリーは4600mAhで120Wの有線充電、50Wのワイヤレス充電、10Wのリバースチャージに対応している。重量の公表値は205gで、スピーカーはHarman Carbonのスピーカーを4台採用し、5G、Wi-Fi 6に対応する。

### Xiaomi 12X
Xiaomi 12Xは6.28インチの有機ELディスプレイで側面が湾曲している。リフレッシュレートは最大120Hzに対応。アウトカメラには50MPの広角、13MPの超広角、5MPのテレマクロカメラのトリプルカメラ構成。インカメラはディスプレイ上端中央に32MPレンズが搭載されている。SoCはXiaomi 12や12 Proよりやや劣る米QualcommのSnapdragon 870。バッテリーは4500mAhで67Wの有線充電のみに対応している。重量の公表値は176gでスピーカーはHarman Carbonの左右対称スピーカーを採用。5G、Wi-Fi 6に対応している。

### Xiaomi 12S Ultra

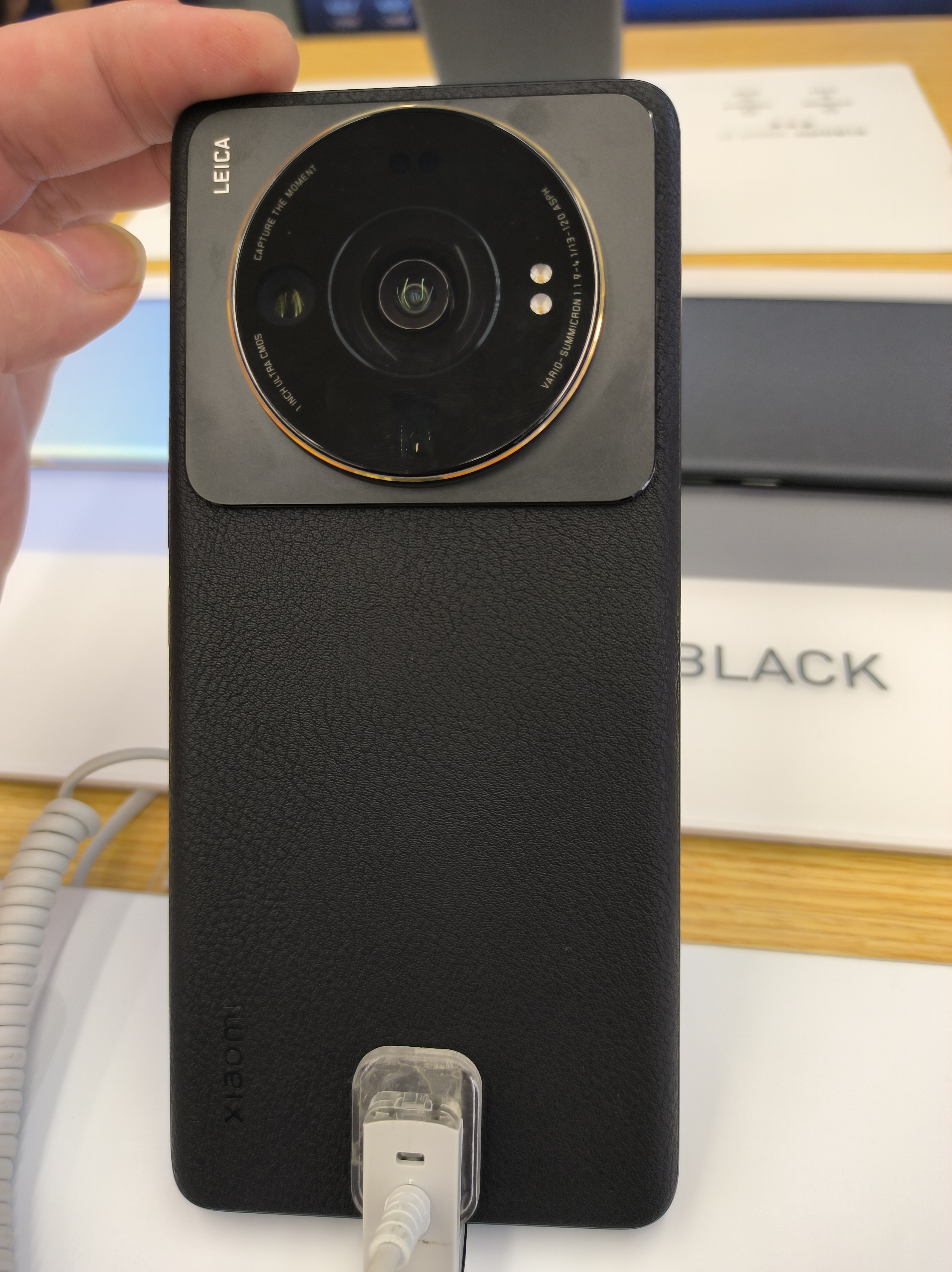
Xiaomi 12S Ultra

Xiaomi 12S UltraはLeicaとXiaomiが共同開発したスマートフォンである。最大の特徴は背面の約3分の1を占める巨大なカメラレンズである。このメインカメラは1インチのウルトラセンサーSony IMX989を備える。この大型センサーによって夜間でも明るく鮮明な写真を撮れるという。50MPのメインカメラの他に、48MPの超広角カメラ、最大120倍までズーム可能な48MPの望遠カメラを備えている。SoCは米QualcommのSnapdragon 8＋ Gen 1で、SoCの冷却システムには葉が水を吸収する仕組みから発想を得た、新しい冷却システムを採用する。ディスプレイは6.73インチの有機ELディスプレイ（WQHD＋）で、最大120Hzのリフレッシュレートに対応している。バッテリーは4860mAhで、67Wの有線充電、50Wのワイヤレス充電、10Wのリバースワイヤレス充電ができる。背面は革を模したシリコン製となっており、カラーは はクラシックブラックまたはヴァーダントグリーンの2色。その他、防水・防塵のIP68規格に対応している。